# 후쿠이 고키
후쿠이 고키(일본어: 福井 光輝, 1995년 11월 4일~)는 일본의 축구 선수이다.

## 구단 경력
그는 2018년 J2리그의 FC 마치다 젤비아에 입단했다. 2023년 J2리그 우승으로 J1리그로 승격했다. 2024년까지 129경기에 출전. 2025년 세레소 오사카로 이적했다.